# COP CAR/コップ・カー
『COP CAR/コップ・カー』（Cop Car）は、2015年にアメリカ合衆国で製作されたスリラー映画。監督・脚本をジョン・ワッツが、製作総指揮・主演をケヴィン・ベーコンが務めた。

## ストーリー
家出中のトラヴィスとハリソンは森の中で一台のパトカー（コップ・カー）を見つける。車内でキーを見つけた二人は大はしゃぎでパトカーを暴走させるのだった。だが、そのパトカーの持ち主であるクレッツァー保安官は私欲のためなら殺人すら行う恐ろしい人物だった。盗んだのが少年二人だと知ったクレッツァーは無線で二人に返すよう要求する。これに動揺する二人だったが、ふとしたきっかけでトランクの中に縛られた男が入っているのを発見する。二人は助けを求めるトランクの男を解放するが、その直後男は銃で二人を脅し、クレッツァーの囮になるよう要求するのだった。こうして家出少年二人は危険な悪党たちの争いに巻き込まれてしまうのだった。

## キャスト
※括弧内は日本語吹替
- ミッチ・クレッツァー保安官 - ケヴィン・ベーコン（山路和弘）
- トラヴィス - ジェームズ・フリードソン＝ジャクソン（竹内順子）
- ハリソン - ヘイズ・ウェルフォード（三瓶由布子）
- ベヴ - カムリン・マンハイム（枝元萌）
- トランクの中の男 - シェー・ウィガム（河本邦弘）
- オペレーター（声の出演） - キーラ・セジウィック